# Międzynarodowa Federacja Astronautyczna
Międzynarodowa Federacja Astronautyczna (ang. International Astronautical Federation, IAF) – pozarządowa organizacja utworzona w 1950 roku z towarzystw narodowych zainteresowanych badaniami kosmicznymi i rakietowymi. Do federacji należy około 165 instytucji i stowarzyszeń astronautycznych z 44 państw (w tym Polskie Towarzystwo Astronautyczne). Organizacja posiada sekretariat z siedzibą w Paryżu oraz kilka stałych komitetów jak np.:
- komitet finansowy,
- komitet wydawniczy,
- komitet doradczy kongresu i sympozjum, itd.

Obecnym 27. prezydentem IAF jest Kiyoshi Higuchi, wiceprezydent japońskiej agencji JAXA.
Dochody organizacji stanowią opłaty członkowskie oraz wpływy z publikacji.
Ponadto w ramach organizacji prowadzą działalność:
- Międzynarodowa Akademia Astronautyczna (International Academy of Astronautics, IAA), utworzona w 1960 r.
- Międzynarodowy Instytut Prawa Kosmicznego (International Institute of Space Law, IISL), utworzony w 1960 r.

## Lista kongresów
Zadanie IAF, rozwijania współpracy w dziedzinie astronautyki między naukowcami i specjalistami z różnych krajów, jest realizowane m.in. poprzez organizowanie dorocznych kongresów (odbywających się zazwyczaj w pierwszej połowie października).
- 1950 – Paryż, Francja
- 1951 – Londyn, Wielka Brytania
- 1952 – Stuttgart, Niemcy
- 1953 – Zurych, Szwajcaria
- 1954 – Innsbruck, Austria
- 1955 – Kopenhaga, Dania
- 1956 – Rzym, Włochy
- 1957 – Barcelona, Hiszpania
- 1958 – Amsterdam, Holandia
- 1959 – Londyn, Wielka Brytania
- 1960 – Sztokholm, Szwecja
- 1961 – Waszyngton, Stany Zjednoczone
- 1962 – Warna, Bułgaria
- 1963 – Paryż, Francja
- 1964 – Warszawa, Polska
- 1965 – Ateny, Grecja
- 1966 – Madryt, Hiszpania
- 1967 – Belgrad, Jugosławia
- 1968 – Nowy Jork, Stany Zjednoczone
- 1969 – Mar del Plata, Argentyna
- 1970 – Konstancja, Niemcy
- 1971 – Bruksela, Belgia
- 1972 – Wiedeń, Austria
- 1973 – Baku, Związek Radziecki
- 1974 – Amsterdam, Holandia
- 1975 – Lizbona, Portugalia
- 1976 – Anaheim, Stany Zjednoczone
- 1977 – Praga, Czechosłowacja
- 1978 – Dubrownik, Jugosławia
- 1979 – Monachium, Niemcy
- 1980 – Tokio, Japonia
- 1981 – Rzym, Włochy
- 1982 – Paryż, Francja
- 1983 – Budapeszt, Węgry
- 1984 – Lozanna, Szwajcaria
- 1985 – Sztokholm, Szwecja
- 1986 – Innsbruck, Austria
- 1987 – Brighton, Wielka Brytania
- 1988 – Bangalore, Indie
- 1989 – Malaga, Hiszpania
- 1990 – Drezno, Niemcy
- 1991 – Montreal, Kanada
- 1992 – Waszyngton, Stany Zjednoczone
- 1993 – Graz, Austria
- 1994 – Jerozolima, Izrael
- 1995 – Oslo, Norwegia
- 1996 – Pekin, Chiny
- 1997 – Turyn, Włochy
- 1998 – Melbourne, Australia
- 1999 – Amsterdam, Holandia
- 2000 – Rio de Janeiro, Brazylia
- 2001 – Tuluza, Francja
- 2002 – Houston, Stany Zjednoczone (World Space Congress)
- 2003 – Brema, Niemcy
- 2004 – Vancouver, Kanada
- 2005 – Fukuoka, Japonia
- 2006 – Walencja, Hiszpania
- 2007 – Nowe Delhi, Indie
- 2008 – Glasgow, Wielka Brytania
- 2009 – Taejŏn, Korea Południowa
- 2010 – Praga, Czechy
- 2011 – Kapsztad, Południowa Afryka
- 2012 – Neapol, Włochy
- 2013 – Pekin, Chiny
- 2014 – Toronto, Kanada